# Joaquín Ibáñez (futbolista nacido en 1996)
Joaquín Bautista Ibáñez (Venado Tuerto, Santa Fe, Argentina, 5 de septiembre de 1996) es un futbolista argentino. Juega como mediocampista y su primer equipo fue Lanús. Actualmente milita en Almirante Brown de la Primera Nacional.

## Trayectoria
Pasó por las inferiores de clubes de la Liga Venadense de Fútbol, como Ciudad Nueva, Juventud Pueyrredón y Jorge Newbery, este último club fue quien vendió su pase a Lanús.
Desde Lanús se fue a Los Andes a préstamo por un año en la temporada (2016-2017). Luego quedaría libre llegando a Arsenal en la temporada (2017-2018).
Para la temporada (2018-2019) se iría en condición de libre hacía Almirante Brown, donde estaría 3 años, desde la temporada (2018-2019) hasta la (2021-2022), en ese momento quedando libre volviendo a Arsenal en enero de 2022.

## Selección nacional

### Selección nacional sub-17
En 2013 se consagraría campeón del Sudamericano Sub-17 con la selección argentina.
Unos meses después disputó la Copa Mundial Sub-17, donde sería el máximo artillero del equipo (4 goles) que logró el cuarto puesto.

#### Detalle
| \| N.º \| Fecha \| Estadio \| Local \| Resultado \| Visitante \| Goles \| Competición \| \| ----- \| ---------- \| ------------------------------------------------- \| --------- \| --------- \| --------------- \| ----- \| ------------------- \| \| 1 \| 04-04-2013 \| Juan Gilberto Funes, San Luis, Argentina \| Argentina \| 1-3 \| Paraguay \| \| Sudamericano Sub-17 \| \| 2 \| 21-04-2013 \| Juan Gilberto Funes, San Luis, Argentina \| Brasil \| 0-0 \| Argentina \| \| Sudamericano Sub-17 \| \| 3 \| 28-04-2013 \| Juan Gilberto Funes, San Luis, Argentina \| Argentina \| 2-2 \| Venezuela \| \| Sudamericano Sub-17 \| \| 4 \| 19-10-2013 \| Estadio Al-Rashid, Dubái, Emiratos Árabes Unidos \| Irán \| 1-1 \| Argentina \| \| Copa Mundial Sub-17 \| \| 5 \| 22-10-2013 \| Estadio Al-Rashid, Dubái, Emiratos Árabes Unidos \| Argentina \| 3-2 \| Austria \| \| Copa Mundial Sub-17 \| \| 6 \| 25-10-2013 \| Estadio Al-Rashid, Dubái, Emiratos Árabes Unidos \| Argentina \| 3-0 \| Canadá \| \| Copa Mundial Sub-17 \| \| 7 \| 29-10-2013 \| Estadio Al-Rashid, Dubái, Emiratos Árabes Unidos \| Argentina \| 3-1 \| Túnez \| \| Copa Mundial Sub-17 \| \| 8 \| 2-11-2013 \| Estadio Al-Sharjah, Dubái, Emiratos Árabes Unidos \| Argentina \| 2-1 \| Costa de Marfil \| \| Copa Mundial Sub-17 \| \| 9 \| 05-11-2013 \| Mohammed bin Zayed, Abu Dabi, EAU \| Argentina \| 0-3 \| México \| \| Copa Mundial Sub-17 \| \| Total \| \| Presencias \| 9 \| \| Goles \| 4 \| \| |            |                                                   |           |           |                 |       |                     |
| N.º | Fecha      | Estadio                                           | Local     | Resultado | Visitante       | Goles | Competición         |
| 1 | 04-04-2013 | Juan Gilberto Funes, San Luis, Argentina          | Argentina | 1-3       | Paraguay        |       | Sudamericano Sub-17 |
| 2 | 21-04-2013 | Juan Gilberto Funes, San Luis, Argentina          | Brasil    | 0-0       | Argentina       |       | Sudamericano Sub-17 |
| 3 | 28-04-2013 | Juan Gilberto Funes, San Luis, Argentina          | Argentina | 2-2       | Venezuela       |       | Sudamericano Sub-17 |
| 4 | 19-10-2013 | Estadio Al-Rashid, Dubái, Emiratos Árabes Unidos  | Irán      | 1-1       | Argentina       |       | Copa Mundial Sub-17 |
| 5 | 22-10-2013 | Estadio Al-Rashid, Dubái, Emiratos Árabes Unidos  | Argentina | 3-2       | Austria         |       | Copa Mundial Sub-17 |
| 6 | 25-10-2013 | Estadio Al-Rashid, Dubái, Emiratos Árabes Unidos  | Argentina | 3-0       | Canadá          |       | Copa Mundial Sub-17 |
| 7 | 29-10-2013 | Estadio Al-Rashid, Dubái, Emiratos Árabes Unidos  | Argentina | 3-1       | Túnez           |       | Copa Mundial Sub-17 |
| 8 | 2-11-2013  | Estadio Al-Sharjah, Dubái, Emiratos Árabes Unidos | Argentina | 2-1       | Costa de Marfil |       | Copa Mundial Sub-17 |
| 9 | 05-11-2013 | Mohammed bin Zayed, Abu Dabi, EAU                 | Argentina | 0-3       | México          |       | Copa Mundial Sub-17 |
| Total |            | Presencias                                        | 9         |           | Goles           | 4     |                     |

No incluye partidos amistosos.

### Selección nacional sub-20
El 6 de enero de 2015, Humberto Grondona, director técnico de la Selección Argentina sub-20, entregó una lista con los 32 futbolistas en el cual se encontraba Joaquín Ibáñez y que sería convocado para que se entrenará a partir del lunes de cara al campeonato sudamericano sub-20 de la categoría que se disputará a partir de enero próximo en Uruguay. El 10 de enero a muy poco del comienzo del Sudamericano Sub-20 Humberto Grondona dio la lista de 23 convocados que Joaquín Ibáñez ingresó en la lista de 23 jugadores que viajaran a Uruguay.
El 7 de febrero de 2015 se corona campeón del Sudamericano Sub-20.

#### Detalle
| \| N.º \| Fecha \| Estadio \| Local \| Resultado \| Visitante \| Goles \| \| \| ----- \| ---------- \| ------------------------------------------ \| --------- \| --------- \| --------- \| ----- \| ------------------- \| \| 1 \| 14-01-2015 \| Profesor Alberto Suppici, Colonia, Uruguay \| Argentina \| 5-2 \| Ecuador \| \| Sudamericano Sub-20 \| \| 2 \| 16-01-2015 \| Profesor Alberto Suppici, Colonia, Uruguay \| Argentina \| 0-1 \| Paraguay \| \| Sudamericano Sub-20 \| \| 3 \| 18-01-2015 \| Profesor Alberto Suppici, Colonia, Uruguay \| Argentina \| 6-2 \| Perú \| \| Sudamericano Sub-20 \| \| 4 \| 26-01-2015 \| Centenario, Montevideo, Uruguay \| Argentina \| 2-0 \| Perú \| \| Sudamericano Sub-20 \| \| 5 \| 29-01-2015 \| Gran Parque Central, Montevideo, Uruguay \| Argentina \| 1-1 \| Colombia \| \| Sudamericano Sub-20 \| \| 6 \| 01-02-2015 \| Gran Parque Central, Montevideo, Uruguay \| Argentina \| 2-0 \| Brasil \| \| Sudamericano Sub-20 \| \| 7 \| 07-02-2015 \| Centenario, Montevideo, Uruguay \| Uruguay \| 1-2 \| Argentina \| \| Sudamericano Sub-20 \| \| Total \| \| Presencias \| 7 \| \| Goles \| 0 \| \| |            |                                            |           |           |           |       |                     |
| N.º | Fecha      | Estadio                                    | Local     | Resultado | Visitante | Goles |                     |
| 1 | 14-01-2015 | Profesor Alberto Suppici, Colonia, Uruguay | Argentina | 5-2       | Ecuador   |       | Sudamericano Sub-20 |
| 2 | 16-01-2015 | Profesor Alberto Suppici, Colonia, Uruguay | Argentina | 0-1       | Paraguay  |       | Sudamericano Sub-20 |
| 3 | 18-01-2015 | Profesor Alberto Suppici, Colonia, Uruguay | Argentina | 6-2       | Perú      |       | Sudamericano Sub-20 |
| 4 | 26-01-2015 | Centenario, Montevideo, Uruguay            | Argentina | 2-0       | Perú      |       | Sudamericano Sub-20 |
| 5 | 29-01-2015 | Gran Parque Central, Montevideo, Uruguay   | Argentina | 1-1       | Colombia  |       | Sudamericano Sub-20 |
| 6 | 01-02-2015 | Gran Parque Central, Montevideo, Uruguay   | Argentina | 2-0       | Brasil    |       | Sudamericano Sub-20 |
| 7 | 07-02-2015 | Centenario, Montevideo, Uruguay            | Uruguay   | 1-2       | Argentina |       | Sudamericano Sub-20 |
| Total |            | Presencias                                 | 7         |           | Goles     | 0     |                     |

No incluye partidos amistosos.

### Participaciones con la Selección Nacional
| Torneo                   | Sede                   | Resultado     | Partidos | Goles |
| ------------------------ | ---------------------- | ------------- | -------- | ----- |
| Sudamericano Sub-17 2013 | Argentina              | Campeón       | 3        | 0     |
| Copa Mundial Sub-17 2013 | Emiratos Árabes Unidos | Cuarto puesto | 6        | 4     |
| Sudamericano Sub-20 2015 | Uruguay                | Campeón       | 7        | 0     |

## Estadísticas

### Clubes
Actualizado hasta su último partido disputado el 27 de abril de 2024.
| Club                         | Div.          | Temporada     | Liga  | Liga  | Liga   | Copas nacionales | Copas nacionales | Copas nacionales | Torneos internacionales | Torneos internacionales | Torneos internacionales | Total | Total | Total  |
| Club                         | Div.          | Temporada     | Part. | Goles | Asist. | Part.            | Goles            | Asist.           | Part.                   | Goles                   | Asist.                  | Part. | Goles | Asist. |
| ---------------------------- | ------------- | ------------- | ----- | ----- | ------ | ---------------- | ---------------- | ---------------- | ----------------------- | ----------------------- | ----------------------- | ----- | ----- | ------ |
| C. A. Los Andes Argentina    | 2.ª           | 2016-17       | 9     | 0     | 0      | —                | —                | —                | —                       | —                       | —                       | 9     | 0     | 0      |
| C. A. Los Andes Argentina    | Total club    | Total club    | 9     | 0     | 0      | 0                | 0                | 0                | 0                       | 0                       | 0                       | 9     | 0     | 0      |
| Almirante Brown Argentina    | 3.ª           | 2018-19       | 15    | 1     | 1      | —                | —                | —                | —                       | —                       | —                       | 15    | 1     | 1      |
| Almirante Brown Argentina    | 3.ª           | 2019-20       | 22    | 4     | 1      | 1                | 0                | 1                | —                       | —                       | —                       | 23    | 4     | 2      |
| Almirante Brown Argentina    | 3.ª           | 2020          | 4     | 1     | 0      | —                | —                | —                | —                       | —                       | —                       | 4     | 1     | 0      |
| Almirante Brown Argentina    | 2.ª           | 2021          | 34    | 4     | 0      | —                | —                | —                | —                       | —                       | —                       | 34    | 4     | 0      |
| Almirante Brown Argentina    | 2.ª           | 2024          |       |       |        |                  |                  |                  |                         |                         |                         |       |       |        |
| Almirante Brown Argentina    | Total club    | Total club    | 75    | 10    | 2      | 1                | 0                | 1                | 0                       | 0                       | 0                       | 76    | 10    | 3      |
| Arsenal de Sarandí Argentina | 1.ª           | 2022          | 13    | 0     | 0      | 9                | 1                | 1                | —                       | —                       | —                       | 22    | 1     | 1      |
| Arsenal de Sarandí Argentina | Total club    | Total club    | 13    | 0     | 0      | 9                | 1                | 1                | 0                       | 0                       | 0                       | 22    | 1     | 1      |
| C. A. Colón Argentina        | 1.ª           | 2023          | 7     | 1     | 0      | 2                | 0                | 0                | —                       | —                       | —                       | 9     | 1     | 0      |
| C. A. Colón Argentina        | Total club    | Total club    | 7     | 1     | 0      | 2                | 0                | 0                | 0                       | 0                       | 0                       | 9     | 1     | 0      |
| San Martín (T) Argentina     | 2.ª           | 2024          | 3     | 0     | 0      | —                | —                | —                | —                       | —                       | —                       | 3     | 0     | 0      |
| San Martín (T) Argentina     | Total club    | Total club    | 3     | 0     | 0      | 0                | 0                | 0                | 0                       | 0                       | 0                       | 3     | 0     | 0      |
| Total carrera                | Total carrera | Total carrera | 107   | 11    | 2      | 12               | 1                | 2                | 0                       | 0                       | 0                       | 119   | 12    | 4      |
| 1. 2.                        |               |               |       |       |        |                  |                  |                  |                         |                         |                         |       |       |        |

## Palmarés

### Campeonatos nacionales
| Título                | Club                 | País      | Año  |
| --------------------- | -------------------- | --------- | ---- |
| Copa del Bicentenario | C. A. Lanús          | Argentina | 2016 |
| Primera B             | C.A. Almirante Brown | Argentina | 2020 |

### Campeonatos internacionales
| Título              | Club (*)            | Sede      | Año  |
| ------------------- | ------------------- | --------- | ---- |
| Sudamericano Sub-17 | Selección Argentina | Argentina | 2013 |
| Sudamericano Sub-20 | Selección Argentina | Uruguay   | 2015 |

(*) Incluyendo la selección.